# アキ・パルヴィアイネン
アキ・パルヴィアイネン（Aki Uolevi Parviainen、1974年10月24日 - ）は、フィンランドの陸上競技選手、専門はやり投。ヘルシンキ出身。身長191cm、体重96kg。
1999年世界陸上競技選手権大会男子やり投では5投目に89m52を投げて、コンスタンティノス・ガツィウディス、ヤン・ゼレズニーを逆転し優勝。金メダルを獲得した。2001年世界陸上競技選手権大会では1投目に91m31を記録したがゼレズニーの逆転を許して2位となった。世界陸上競技選手権大会には6度にわたって出場した。また2000年シドニーオリンピックに出場し、1投目に86m62を投げて5位入賞の成績を残した。
1999年6月26日フィンランド・南ポフヤンマー県クオルタネの競技会において記録した93m09がパルヴィアネンの自己記録である。2006年春、ケガにより競技生活現役を引退した。

## 主な戦績
| 年   | 大会                           | 開催地       | 順位 | 記録  |
| ---- | ------------------------------ | ------------ | ---- | ----- |
| 1992 | 世界ジュニア陸上競技選手権大会 | ソウル       | 優勝 | 76m34 |
| 1995 | 世界陸上競技選手権大会         | ヨーテボリ   | 9位  | 79m58 |
| 1997 | 世界陸上競技選手権大会         | アテネ       | 8位  | 82m80 |
| 1998 | ヨーロッパ陸上競技選手権大会   | ブダペスト   | 9位  | 82m30 |
| 1999 | 世界陸上競技選手権大会         | セビリア     | 優勝 | 89m52 |
| 2000 | オリンピック                   | シドニー     | 5位  | 86m62 |
| 2001 | 世界陸上競技選手権大会         | エドモントン | 2位  | 91m31 |
| 2002 | ヨーロッパ陸上競技選手権大会   | ミュンヘン   | 8位  | 78m92 |
| 2003 | 世界陸上競技選手権大会         | パリ         | 5位  | 83m05 |
| 2005 | 世界陸上競技選手権大会         | ヘルシンキ   | 9位  | 74m86 |

## 年次記録
- 1991年 - 79m96
- 1992年 - 80m94
- 1993年 - 69m94
- 1994年 - 78m76
- 1995年 - 85m60
- 1996年 - 84m96
- 1997年 - 87m48
- 1998年 - 90m88 1998年度世界ランキング1位
- 1999年 - 93m09 1999年度世界ランキング1位 世界歴代2位 自己記録
- 2000年 - 90m97
- 2001年 - 92m41
- 2002年 - 82m48
- 2003年 - 83m30
- 2004年 - 79m32
- 2005年 - 83m79

## 参考資料・外部リンク
- Aki Parviainen - ワールドアスレティックスのプロフィール（英語）
- アキ・パルヴィアイネン - Olympedia（英語）
- tilastopaja.org